# 蓋爾門哲克尖條鰍
蓋爾門哲克尖條鰍（學名：Oxynoemacheilus germencicus），為輻鰭魚綱鯉形目條鰍科尖條鰍屬的其中一種。被IUCN列為易危保育類動物，分布於亞洲土耳其蓋爾門哲克淡水流域，體長可達6.3公分，棲息在底層水域，生活習性不明。

## 扩展阅读
維基物種上的相關：蓋爾門哲克尖條鰍